# To France
To France (englisch für „nach Frankreich“) ist ein Lied des britischen Komponisten und Multiinstrumentalisten Mike Oldfield aus dem Jahr 1984, in Zusammenarbeit mit der britischen Sängerin Maggie Reilly.

## Entstehung
Während der Arbeiten an seinem Album Discovery lebte Mike Oldfield in der Schweiz, um den Steuern in Großbritannien zu entgehen, die er für ungerecht hoch hielt. Oldfield richtete sich ein Studio in einem Chalet an einem Berghang in Villars-sur-Ollon oberhalb des Genfersees in den Schweizer Alpen ein, in dem er die Lieder für das Album schrieb und aufnahm. To France entstand dabei aus einer folkartigen Gitarrenmelodie, die sich Oldfield einige Zeit vorher ausgedacht hatte und ihm immer wieder in den Sinn kam.
Getextet, komponiert und produziert wurde das Lied alleine von Oldfield. Wie auch für die restlichen Lieder auf Discovery spielte Oldfield darüber hinaus nahezu alle Instrumente im Alleingang ein. Unterstützung erhielt er lediglich von Simon Phillips am Schlagzeug, der sich auch an der Produktion beteiligte.

## Veröffentlichung
Die Erstveröffentlichung von To France erfolgte als Single am 18. Juni 1984 bei Virgin Records. Diese erschien als 7″-Single mit der B-Seite In the Pool (Instrumental) (Katalognummer: 106 590-100). Im gleichen Jahr erschien eine 12″-Maxi-Single, die um ein Instrumental zu Bones erweitert wurde (Katalognummer: 601 370-213). Eine Woche später erschien das Lied als Teil von Discovery (Katalognummer: V 2308), dem zehnten Studioalbum von Oldfield.

## Inhalt

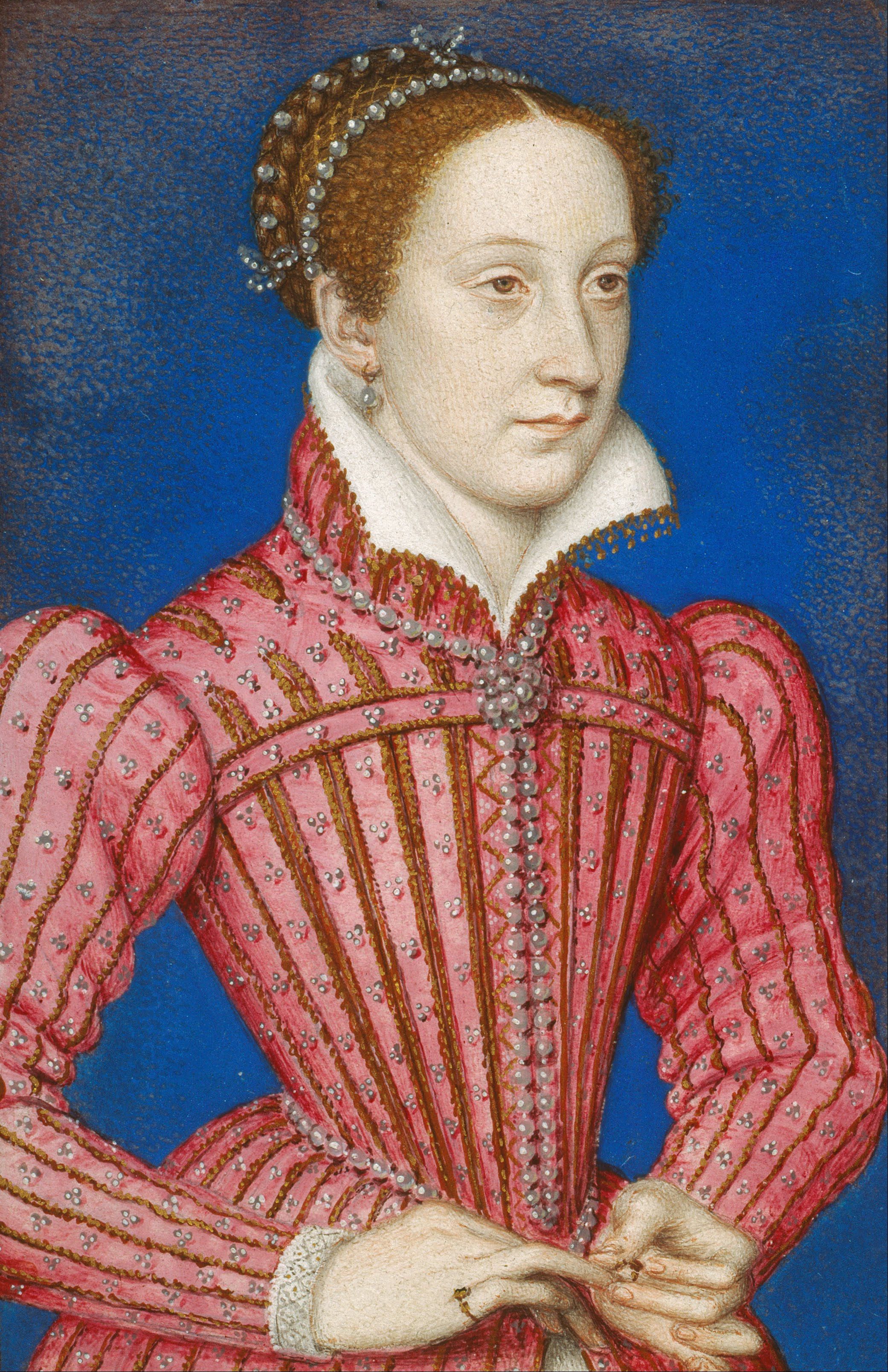
Maria Stuart, um 1558,
Porträt nach François Clouet

Der historisch nicht vollständig akkurate Text dieses Liedes ist aus der Sicht von Maria Stuart geschrieben. Sie war etwa eine Woche alt, als ihr Vater, Jakob V., König von Schottland, starb. Sie wuchs in Frankreich auf, da ihre Mutter Französin war. Sie heiratete den französischen Dauphin und war etwa zwei Jahre lang Königin von Frankreich. Als ihr Mann starb, kehrte sie nach Schottland zurück, wo sie Maria Stuart wurde. Viele Schotten akzeptierten sie jedoch nicht, so dass sie fliehen musste. Sie versuchte, nach Frankreich zurückzukehren, um dort Schutz zu suchen, wurde jedoch von den Engländern unter Befehl von Elisabeth I. gefangen genommen. Sie hoffte, eines Tages aus dem Gefängnis entlassen oder freigelassen zu werden oder zu fliehen, was jedoch nie geschah. Nach 18 Jahren Gefangenschaft wurde sie schließlich enthauptet, sodass sie nie wieder nach Frankreich zurückkehren konnte. Auch ihr Leichnam gelangte nie dorthin, da sie den Wunsch äußerte, in Frankreich beerdigt zu werden, stattdessen jedoch in London beerdigt wurde.
Das Leben von Maria Stuart war bereits zuvor Ziel zahlreicher künstlerischer Bearbeitungen, darunter Friedrich Schillers Drama Maria Stuart und die Verfilmung Maria Stuart, Königin von Schottland aus dem Jahr 1971.

## Musikvideo
Beim Musikvideo zu To France handelt es sich um einen Playbackauftritt vor Publikum. Oldfield spielt im Video eine Gitarre des Modells Fender Stratocaster. Neben ihm und Sängerin Reilly sind außerdem die an den Studioaufnahmen des Stücks unbeteiligten Musiker Pierre Moerlen am Schlagzeug und Phil Spalding am Bass zu sehen.

## Chartplatzierungen
To France erreichte Top-10-Platzierungen in Belgien (Rang 2), den Niederlanden (Rang 3), Deutschland (Rang 6), der Schweiz (Rang 7) oder auch Österreich (Rang 9).
| ChartsChartplatzierungen     | Höchstplatzierung | Wochen |
| ---------------------------- | ----------------- | ------ |
| Deutschland (GfK)            | 6 (18 Wo.)        | 18     |
| Österreich (Ö3)              | 9 (4 Wo.)         | 4      |
| Schweiz (IFPI)               | 7 (11 Wo.)        | 11     |
| Vereinigtes Königreich (OCC) | 48 (7 Wo.)        | 7      |

| ChartsJahrescharts (1984) | Platzierung |
| ------------------------- | ----------- |
| Deutschland (GfK)         | 37          |

## Coverversionen (Auswahl)
- 1996: Blind Guardian (Album: The Forgotten Tales)
- 1996: Maggie Reilly (Album: Elena)
- 2002: Novaspace (Album: Supernova)
- 2011: Kim Wilde (Album: Snapshots)
- 2015: Santiano – Lieder der Freiheit (Album: Von Liebe, Tod und Freiheit)

## Trivia
Das in To France verwendete musikalische Thema taucht auch in Oldfields ebenfalls auf Discovery veröffentlichten Lied Talk About Your Life auf.